# Geistesmensch
Der Geistesmensch ist ein philosophisches Konzept, bei dem jemand von seinem Geist bzw. von seinem Verstand Gebrauch macht. In der deutschsprachigen Literatur wird der Begriff Geistesmensch unter anderen von Hermann Hesse und Thomas Bernhard verwendet. In Narziß und Goldmund von Hermann Hesse wird der Geistesmensch (analog zur Trennung von Geist und Materie) vom Sinnenmenschen unterschieden. In Die Billigesser von Thomas Bernhard wird der Geistesmensch vom Massenmenschen abgegrenzt.

## Der Geistesmensch bei Hermann Hesse
In Narziß und Goldmund verkörpert Narziß, der Daheimgebliebene, das Konzept eines Geistesmenschen, im Gegensatz zu Goldmund, der weltliche Erfahrungen als Sinnenmensch macht. Die beiden Konzepte treten naturgemäß nicht in Reinform auf.
„Narziß ist ebenso wenig der reine Geistesmensch, wie Goldmund der reine Sinnenmensch – sonst bräuchte einer den anderen nicht, sonst schwängen sie nicht beide um eine Mitte und ergänzten sich. Narziß kann das brutale Wort vom Heiligen und Wüstling sagen, und kann am Ende doch das Ganze von Goldmunds Leben liebend bejahen.“
(aus einem Brief Hesses an Christoph Schrempf 1931)

## Der Geistesmensch bei Thomas Bernhard
In Die Billigesser von Thomas Bernhard wird der Geistesmensch im Gegensatz zum geistfeindlichen Massenmenschen als jemand beschrieben, der naturgemäß von seinem Geist gebraucht macht.
„99% verraten sich schon im Augenblick der Geburt der Masse, so er. Der Geistesmensch habe aber in jedem Falle schon im Augenblick der Geburt den Kampf gegen die Masse aufzunehmen, sich der Masse zu stellen, es mit ihr aufzunehmen, das allein legitimiere ihn als den Geistesmenschen. Wer dieser Masse nachgebe, und sei es in einem einzigen Punkte, habe sich als Geistesmensch aufgegeben und sei kein Geistesmensch.“

## Beispiele für den Geistesmenschen in anderen Werken
- "Hamlet" in dem gleichnamigen Theaterstück von William Shakespeare
- "Faust" in dem gleichnamigen Theaterstück von Johann Wolfgang von Goethe
- "Oblomov" in dem gleichnamigen Roman von Iwan Gontscharow
- "Dr. Brumm" in der gleichnamigen Kinderbuchreihe von Daniel Napp